# Medetera bidentata
Medetera bidentata är en tvåvingeart som beskrevs av Negrobov 1991. Medetera bidentata ingår i släktet Medetera och familjen styltflugor. Inga underarter finns listade i Catalogue of Life.